# Communauté de communes Figeac-Communauté
Die Communauté de communes Figeac-Communauté ist ein ehemaliger Gemeindeverband (Communauté de communes) in den beiden französischen Départements Lot und Aveyron in der Region Midi-Pyrénées. Sie wurde 2014 durch Fusionen mit anderen Gemeindeverbänden zur Communauté de communes Grand-Figeac.

## Mitgliedsgemeinden
Die Zahl in Klammern kennzeichnet das jeweilige Département:
| - Bagnac-sur-Célé (46) - Béduer (46) - Cadrieu (46) - Cajarc (46) - Cambes (46) - Camboulit (46) - Camburat (46) - Capdenac-Gare (12) - Capdenac (46) - Carayac (46) - Cuzac (46) - Faycelles (46) | - Felzins (46) - Figeac (46) - Fons (46) - Fourmagnac (46) - Frontenac (46) - Gréalou (46) - Larroque-Toirac (46) - Lentillac-Saint-Blaise (46) - Linac (46) - Lissac-et-Mouret (46) - Lunan (46) - Marcilhac-sur-Célé (46) | - Montredon (46) - Planioles (46) - Prendeignes (46) - Puyjourdes (46) - Saint-Chels (46) - Saint-Félix (46) - Saint-Jean-de-Laur (46) - Saint-Jean-Mirabel (46) - Saint-Perdoux (46) - Saint-Pierre-Toirac (46) - Saint-Sulpice (46) - Viazac (46) |